# Samplitude
Samplitude ist eine Digital Audio Workstation des Herstellers Magix Software GmbH. Sie unterstützt Komposition und Arrangement, das Bearbeiten von MIDI- und Audiodateien sowie das Mastering.
Samplitude ist eine Native-Processing-Software, die keine spezielle DSP- oder Audio-Hardware benötigt. Projekte können somit auch auf mobile Geräte übertragen werden. Die Software funktioniert auf den Betriebssystemen Windows 10 und 11.

## Geschichte
Samplitude wurde im Studio für elektronische Klangerzeugung Dresden in Zusammenarbeit mit der Technischen Universität Dresden entwickelt. 1992 wurde die erste Version von Samplitude fertiggestellt. Von dem Entwickler Titus Tost für den Amiga geschrieben, war sie hauptsächlich Sample-Editor mit 24-Bit-Audioverarbeitung. Die Version Samplitude Pro II mit integriertem Harddisk Recording erschien 1993. 1994 erfolgte die Umstellung auf die Programmiersprache C++, wodurch die Portierung nach Windows 3.11 erleichtert und noch im Sommer desselben Jahres durchgeführt wurde. Als PC-Version wurde Samplitude Studio zum ersten Mal 1995 auf der NAMM Show in Anaheim präsentiert. Den Vertrieb organisierte die Firma Hohner Media. 1997 wurde die Amiga-Version durch die Firma A.C.T. zu SamplitudeOpus weiterentwickelt und 1998 eine neue Version von Samplitude mit nativer 32-Bit-Fließkommaverarbeitung der Audiodaten vorgestellt.

Die erste Version von Sequoia wurde 2000 entwickelt. Sequoia ist eine Erweiterung von Samplitude, spezialisiert auf die Bereiche Media- und Postproduktion, Broadcast und Mastering und damit vor allem für den Profi- und Rundfunkbereich relevant. Samplitude und Sequoia sind seit 2000 bei der Magix GmbH & Co. KGaA im Vertrieb.

## Versionen

### Professionelle Software
Die aktuelle Version ist Samplitude Pro X8 (Version 19), die 2024 erschien. Daneben gibt es die erweiterten Varianten Samplitude Pro X8 Suite und Sequoia. Die Hauptunterschiede liegen im Funktionsumfang, der Anzahl der Features und im Preis.

### Privatanwender
Für den Amateurbereich wird mit Samplitude Music Studio eine reduzierte Version angeboten. Die aktuelle Version ist von X8. Das Programm ist als All-in-one-Software für Musiker gedacht, die noch die klassische Studioaufnahme kennen. Einschränkungen bestehen vor allem bei dem Funktionsumfang des Masterings.

## Funktionsumfang und Ausstattung
Samplitude arbeitet nichtdestruktiv, das heißt die Manipulationen werden virtuell angewendet und die Originaldateien bleiben während der Bearbeitung erhalten. Der Funktionsumfang von Samplitude erstreckt sich über Recording, Editing, Mixing und Mastering von Musik- und Sprachaufnahmen. Alle Schnitte, Crossfades und Effekte werden in Echtzeit errechnet. Die Bearbeitung in Samplitude kann sowohl objekt- als auch spurbasiert erfolgen.
Der CD-/DVD-Brennprozess erfolgt direkt aus dem Mehrspurprojekt mitsamt allen Effekten, Blenden und Plugin-Einstellungen. Die erzeugten CDs sind Red-Book-kompatibel und können zur Vervielfältigung direkt an ein Presswerk gegeben werden. Sie lassen sich zusätzlich mit Kopierschutz, UPC/EAN, International Standard Recording Codes, Pre-Emphasis und CD-Text ausstatten.
Die Ausstattung umfasst ein digitales Mischpult, Piano-Rolle, Mehrspur-Rekorder, 6-Band-Equalizer (EQ116), Crossfade-Editor, verschiedene Dynamik-Prozessoren, Reverb und Delay, Echtzeit-Raumsimulator sowie High-End-Mastering-Effekte. Hinzu kommen Restaurationswerkzeuge sowie ein Time-Stretching-/Pitchshifting-Algorithmus in verschiedenen Qualitätsstufen. Die Software integriert dabei MIDI-Funktionalität, VST-Instrumente und ReWire.
Hinzu kommt die virtuelle Gitarrenverstärkersimulation Vandal (Pro Version) bzw. die leicht abgespeckte Variante Vandal SE in der Standardversion. Bei letzterer lassen sich bestimmte Einstellungen nur über festgelegte Voreinstellungen anwählen. Außerdem wird mit Samplitude der Sampler Independence mitgeliefert. Die Größe der Sample-Datenbank unterscheidet sich dabei je nach Version. Weitere Komponenten sind eine Sound-Library und verschiedene Software-Synthesizer.
Der Hersteller ist bemüht, die Software barrierefrei zu gestalten.